# Condado de Saline (Illinois)
El condado de Saline es un condado estadounidense, situado en el estado de Illinois. Según el censo de los Estados Unidos del 2000, la población es de 26 733 habitantes. La cabecera del condado es Harrisburg.

## Geografía
Según la Oficina del Censo de los Estados Unidos, el condado tiene un área total de 1002 km² (387 millas²). De éstas 993 km² (383 mi²) son de tierra y 10 km² (4 mi²) son de agua. 

### Colindancias
- Condado de Hamilton - norte
- Condado de White - noreste
- Condado de Gallatin - este
- Condado de Hardin - sureste
- Condado de Pope - sur
- Condado de Johnson - suroeste
- Condado de Williamson - oeste
- Condado de Franklin - noroeste

## Historia
El condado de Saline se separó del condado de Gallatin en 1847, su nombre  lo toma del río Saline, el cual fluye a través del condado.   

## Demografía
Según el censo del año 2000, hay 26 733 personas, 10 992 cabezas de familia, y 7232 familias que residen en el condado. La densidad de población es de 27 hab/km² (70 hab/mi²). La composición racial tiene:
- 94,14 % Blancos (no hispanos)
- 0,97 % Hispanos (todos los tipos)
- 4,06 % Negros o Negros Americanos (no hispanos)
- 0,34 % Otras razas (no hispanos)
- 0,20 % Asiáticos (no hispanos)
- 0,95 % Mestizos (no hispanos)
- 0,29 % Nativos Americanos (no hispanos)
- 0,01 % Isleños (no hispanos)

Hay 10 992 cabezas de familia, de los cuales el 29 % tienen menores de 18 años viviendo con ellos, el 51.90 % son parejas casadas viviendo juntas, el 10.20 % son mujeres que forman una familia monoparental (sin cónyuge), y 34.20% no son familias. El tamaño promedio de una familia es de 2.32 miembros.
En el condado el 24% de la población tiene menos de 18 años, el 8.20% tiene de 18 a 24 años, el 25.10% tiene de 25 a 44, el 23.70% de 45 a 64, y el 19% son mayores de 65 años. La edad media es de 40 años. Por cada 100 mujeres hay 92.8 hombres. Por cada 100 mujeres mayores de 18 años hay 86.5 hombres.
Tabla de la evolución demográfica:
|       | 1900   | 1910   | 1920   | 1930   | 1940   | 1950   | 1960   | 1970   | 1980   | 1990   | 2000   |
| ----- | ------ | ------ | ------ | ------ | ------ | ------ | ------ | ------ | ------ | ------ | ------ |
| TOTAL | 21 685 | 30 204 | 38 353 | 37 100 | 38 066 | 33 420 | 26 227 | 25 721 | 28 448 | 26 551 | 26 733 |

## Economía
Los ingresos medios de un cabeza de familia el condado es de $28 768, y el ingreso medio familiar es $37 295 Los hombres tienen unos ingresos medios de $31 131 frente a $19 276 de las mujeres. El ingreso per cápita del condado es de $15 590 El 14.20% de la población y el 10.40% de las familias están debajo de la línea de pobreza. Del total de gente en esta situación, 18.80% tienen menos de 18 y el 11.60% tienen 65 años o más.

## Ciudades y pueblos
| - Carrier Mills - Eldorado - Galatia - Harrisburg - Ledford | - Muddy - Raleigh - Stonefort |

### Lugares designados por el censo
| - Andersonville - Apple Tree - Banklick - Bankston - Barnum - Battlesford - Beulah Heights - Big Muddy - Blackman Hill - Bolton | - Brooklyn - Brushy - Cave Hill - College Park - Cookseyville - Cornersville - Cottage Grove - Crap Hat - Crawford - Crusoe's Island | - Curran - Dallasanie - Delta - Derby - Dooley Station - Dorrisville - Douglas - Eagle - Eagle Mountain - Eagle Valley | - East Eldorado - Flint Hill - Francis Mills - Garris Ridge - Gaskins City - Grayson - Haley's Hill - Halltown - Hamburg - Harco | - Hartford - Hawkeye - Highland Park - Horseshoe - Hull - Independence - Ingram Hill - L'Aigle - Lakeview - Ledford | - Little Italy - Little Ridge - Little Saline Grove - Long Branch - Mt. Airy - Mountain - New Castle - New Hope - North Galatia - Old Stonefort | - Old Town - Pankeyville - Pick - Prospect Hill - Rathbone Station - Rector - Red Bank - Red Bud - Rileyville - Rudement | - Saline City - Somerset - South America - Tanner - Tate - Texas - Texas City - Texas Station - Tison - Wasson | - West End - West Harrisburg - Whiteside - Whitesville |